# Wełykosilla (obwód czerniowiecki)
Wełykosilla (ukr. Великосілля) – wieś na Ukrainie, w obwodzie czerniowieckim, w rejonie czerniowieckim, w hromadzie Herca. Miejscowość etnicznie rumuńska.
W 2001 liczyła 1019 mieszkańców, wśród których 8 wskazało jako ojczysty język ukraiński, 2 rosyjski, 10 mołdawski, a 999 rumuński.